# Satu Taavitsainen
Satu Taavitsainen, född 6 januari 1977 i S:t Michels landskommun, är en finländsk socialdemokratisk politiker. Hon är ledamot av Finlands riksdag sedan 2015. Taavitsainen är socionom.
Taavitsainen blev invald i riksdagsvalet 2015 med 5 416 röster från Sydöstra Finlands valkrets.